# ガライ・ジェルジ
ガライ・ジェルジ（Garay György, 1909年12月2日 - 1988年5月15日）はハンガリー出身のヴァイオリニスト。

## 経歴
ブダペスト近郊ラーコシュパロタ生まれ。9歳の時からブダペスト音楽院でブロッホ・ヨージェフに学び、12歳の時からステューダー・オスカルの指導を受けた後、1926年に卒業するまでにフバイ・イェネーとヴェイネル・レオーの薫陶を受けた。
1927年から1930年までピアノ三重奏団、1930年から1933年まで自前の弦楽四重奏団をそれぞれ結成。
1940年から1945年までブダペスト市のオーケストラでヴァイオリン奏者を務め、1945年からハンガリー国立歌劇場に転出した。1949年から母校の教授となり、1951年から1960年までハンガリー国立交響楽団のコンサートマスターを務めた。
1960年から活動の本拠をライプツィヒに移し、ヘルベルト・ケーゲル率いるライプツィヒ放送交響楽団のコンサートマスターとして働く傍ら、ライプツィヒ音楽院で後進の指導に当たった。
ライプツィヒでの放送録音に多く関わり、ラーンキ・ジェルジ、レジェー・シュガール、サボー・フェレンツ、イェムニツ・シャーンドル、ヴェレシュ・シャーンドル、タルドシュ・ベーラ、カール・オトマール・トライプマンなどの作曲家の作品を積極的に紹介した。
1988年、ライプツィヒにて死去。